# Levern Spencer
Levern Spencer (Castries, 23 de junio de 1984) es una atleta santalucense de salto de altura. Es considerada la primera profesional de este deporte, en la historia de su país, y en su carrera deportiva ha ostentado medallas de oro en los Juegos de la Mancomunidad y Juegos Panamericanos.

## Trayectoria
Desde muy joven, Spencer ha tenido participación en diferentes eventos de atletismo. En 2001, tomó parte de los juegos Carifta para menores de veinte años, en el que fue primer lugar (1,19 m); y ese mismo año, en el Campeonato Juvenil de Atletismo, desarrollado en Debrecen, Hungría, alcanzó el tercer puesto (1,81 m). Para 2002, logró el octavo lugar en el Campeonato Mundial Junior de Atletismo (1,83 m).
El año 2003, representó a su país en los Juegos Panamericanos, y consiguió un quinto puesto (1,83 m). Obtuvo el mismo resultado en los Juegos de la Mancomunidad de 2006. El año 2007, acudió a los Juegos Panamericanos de Río de Janeiro, y conquistó medalla de bronce (1,87 m).
En campeonatos mundiales, participó por primera vez en Helsinki 2005, en el que no pasó la etapa de clasificación (1,84 m); para Osaka 2007, terminó en el décimo quinto lugar (1,90 m). En Berlín 2009, fue decimotercera (1,89 m); en Daegu 2011, acabó también decimotercera en la fase de clasificación (1,92 m); en Moscú 2013 obtuvo el decimoprimer puesto con un registro de 1,89 m; en Pekín 2015 fue decimosegunda con marca de 1,88 m; y tanto en Londres 2017 como en Doha 2019 quedó relegada en la fase de clasificación.
Spencer ha participado en tres Juegos Olímpicos. No logró superar la etapa de clasificación en Pekín 2008 donde tuvo una marca de 1,85 m; mientras que en Londres 2012  registró 1,90 m. Sin embargo, en los Juegos Olímpicos de Río de Janeiro 2016, en la que fue abanderada de la delegación santalucense en la ceremonia de apertura, fue sexta con una marca de 1,93 m. Este mismo año acabó en la segunda posición de la Liga de Diamante en la especialidad, y logró una victoria en la reunión de Shanghái, la primera en su carrera en dicho evento.
Sus más resonantes triunfos los ha logrado en los Juegos Panamericanos de 2015 (Toronto), cuando se adjudicó la medalla de oro con un salto de 1,94 m, y nuevamente en 2019 (Lima) con un salto de 1,87 m; y especialmente en los Juegos de la Mancomunidad de 2018 de Gold Coast donde ganó el primer puesto con un registro de 1,95 m.
Por otra parte, ha sido reconocida como la mejor deportista del año en varias ocasiones en su país.

## Marcas personales
| Prueba                           | Marca  | Viento | Lugar             | Fecha      |
| -------------------------------- | ------ | ------ | ----------------- | ---------- |
| Salto de altura                  | 1,98 m |        | Athens (USA)      | 08/05/2010 |
| Salto de longitud                | 5,85 m | + 0,7  | Tallahassee (USA) | 07/05/2005 |
| Salto de altura (pista cubierta) | 1,92 m |        | Estocolmo (SWE)   | 10/02/2010 |